# Isola Corbella
L'isola Corbella è un isolotto minore roccioso del mar Tirreno situato al largo del tratto costiero meridionale dell'isola d'Elba, di fronte al promontorio di capo Stella, nel territorio comunale di Capoliveri.
L'isolotto roccioso, costruito da vari gruppi di scogli addossati tra loro, rientra nel Parco nazionale dell'Arcipelago Toscano.